# Verenigd Koninkrijk op het Eurovisiesongfestival 2002
Het Verenigd Koninkrijk nam deel aan het Eurovisiesongfestival 2002. Het land werd vertegenwoordigd door de zangeres Jessica Garlick met het lied Come Back.

## Selectieprocedure
De nationale finale, A Song for Europe, deed dienst als de selectieprocedure. Een halve finale werd gehouden op 2 februari 2002 en de eigenlijke finale op 3 maart 2002. Terry Wogan en Ken Bruce presenteerden de halve finale en Claire Sweeney en Christopher Price de finale.
Acht artiesten namen deel aan de halve finale, waarvan de top 4 doorging naar de finale.

### Halve finale
| Artiest         | Lied                       | Componist                                              | Finalist |
| --------------- | -------------------------- | ------------------------------------------------------ | -------- |
| Jessica Garlick | "Come Back"                | Martyn Baylay                                          | JA       |
| Honey Trap      | "Lovestruck"               | Ben Copland, Yvonne John Lewis, Nicky Cooke, Phil Dane | NEEN     |
| Level Best      | "Every Step of the Way"    | Graham Kearns, Howard New                              | JA       |
| Paula O'Neil    | "When You're Around"       | Ben Copland, Martin Bushell                            | NEEN     |
| Pulse           | "Fade Away"                | Stuart Hanna, Alistair Griffin                         | NEEN     |
| Surf 'n' Turf   | "I Give In"                | Jonathan Maitland, Jackie Collins, Peter Maitland      | JA       |
| Tricia Penrose  | "DJ Romeo"                 | Bea Eden, Simon Stirling, James Gordon                 | JA       |
| Zee             | "Never In A Million Years" | Mark Jiggens, Zee Asha                                 | DSQ      |

### Finale
| Volgorde | Artiest         | Lied                    | Componist                                         | Televoting | Plaats |
| -------- | --------------- | ----------------------- | ------------------------------------------------- | ---------- | ------ |
| 1        | Level Best      | "Every Step of the Way" | Graham Kearns, Howard New                         | 8927       | 3de    |
| 2        | Tricia Penrose  | "DJ Romeo"              | Bea Eden, Simon Stirling, James Gordon            | 28681      | 2de    |
| 3        | Surf 'n' Turf   | "I Give In"             | Jonathan Maitland, Jackie Collins, Peter Maitland | ?          | 4de    |
| 4        | Jessica Garlick | "Come Back"             | Martyn Baylay                                     | 67798      | 1ste   |

## In Tallinn
In Estland moest het Verenigd Koninkrijk aantreden als 2de, net na Cyprus en voor Oostenrijk. Op het einde van de puntentelling bleek dat ze op een gedeelde derde plaats was geëindigd met 111 punten.
Men ontving 1 keer het maximum van de punten.
België had 6 punten over voor deze inzending en Nederland nam niet deel in 2002.

### Gekregen punten

#### Finale
| 12 punten          | 10 punten         | 8 punten                                    | 7 punten                              | 6 punten                                      |
| ------------------ | ----------------- | ------------------------------------------- | ------------------------------------- | --------------------------------------------- |
| - Oostenrijk       | - Malta           | - Duitsland - Finland - Litouwen - Slovenië | - Bosnië en Herzegovina - Griekenland | - België - Denemarken - Estland - Zwitserland |
| 5 punten           | 4 punten          | 3 punten                                    | 2 punten                              | 1 punt                                        |
| - Israël - Letland | - Noord-Macedonië |                                             | - Turkije - Zweden                    | - Frankrijk                                   |

### Punten gegeven door Verenigd Koninkrijk

#### Finale
Punten gegeven in de finale:
| 12 punten | Malta     |
| 10 punten | Frankrijk |
| 8 punten  | Letland   |
| 7 punten  | Estland   |
| 6 punten  | Slovenië  |
| 5 punten  | Israël    |
| 4 punten  | België    |
| 3 punten  | Cyprus    |
| 2 punten  | Spanje    |
| 1 punt    | Zweden    |

1957 · 1958 · 1959 · 1960 · 1961 · 1962 · 1963 · 1964 · 1965 · 1966 · 1967 · 1968 · 1969 · 1970 · 1971 · 1972 · 1973 · 1974 · 1975 · 1976 · 1977 · 1978 · 1979 · 1980 · 1981 · 1982 · 1983 · 1984 · 1985 · 1986 · 1987 · 1988 · 1989 · 1990 · 1991 · 1992 · 1993 · 1994 · 1995 · 1996 · 1997 · 1998 · 1999 · 2000 · 2001 · 2002 · 2003 · 2004 · 2005 · 2006 · 2007 · 2008 · 2009 · 2010 · 2011 · 2012 · 2013 · 2014 · 2015 · 2016 · 2017 · 2018 · 2019 · 2020 · 2021 · 2022 · 2023 · 2024 · 2025